# Olympische Winterspiele 1972/Teilnehmer (Belgien)
| Gelbes Symbol für Goldmedaillen mit stilisierten Olympischen Ringen | Graues Symbol für Silbermedaillen mit stilisierten Olympischen Ringen | Braundes Symbol für Bronzemedaillen mit stilisierten Olympischen Ringen |
| ------------------------------------------------------------------- | --------------------------------------------------------------------- | ----------------------------------------------------------------------- |
| —                                                                   | —                                                                     | —                                                                       |

Belgien nahm an den Olympischen Winterspielen 1972 im japanischen Sapporo mit nur einem Athleten teil.
Seit 1924 war es die neunte Teilnahme Belgiens an Olympischen Winterspielen.

## Teilnehmer nach Sportarten

### Ski Alpin
- Robert Blanchaer
Slalom: 25. Platz – 2:07,36 min
Riesenslalom: 34. Platz – 3:29,38 min
Abfahrt: 42. Platz – 2:02,45 min